# Хеммор
Хеммор (нем. Hemmoor) — город в Германии, районный центр, расположен в земле Нижняя Саксония.
Входит в состав района Куксхафен. Управляется союзом общин Хеммор. Население составляет 8663 человек (на 31 декабря 2019 года). Занимает площадь 45,08 км². Официальный код — 03 3 52 022.
Город подразделяется на 6 городских районов.

## Фотографии

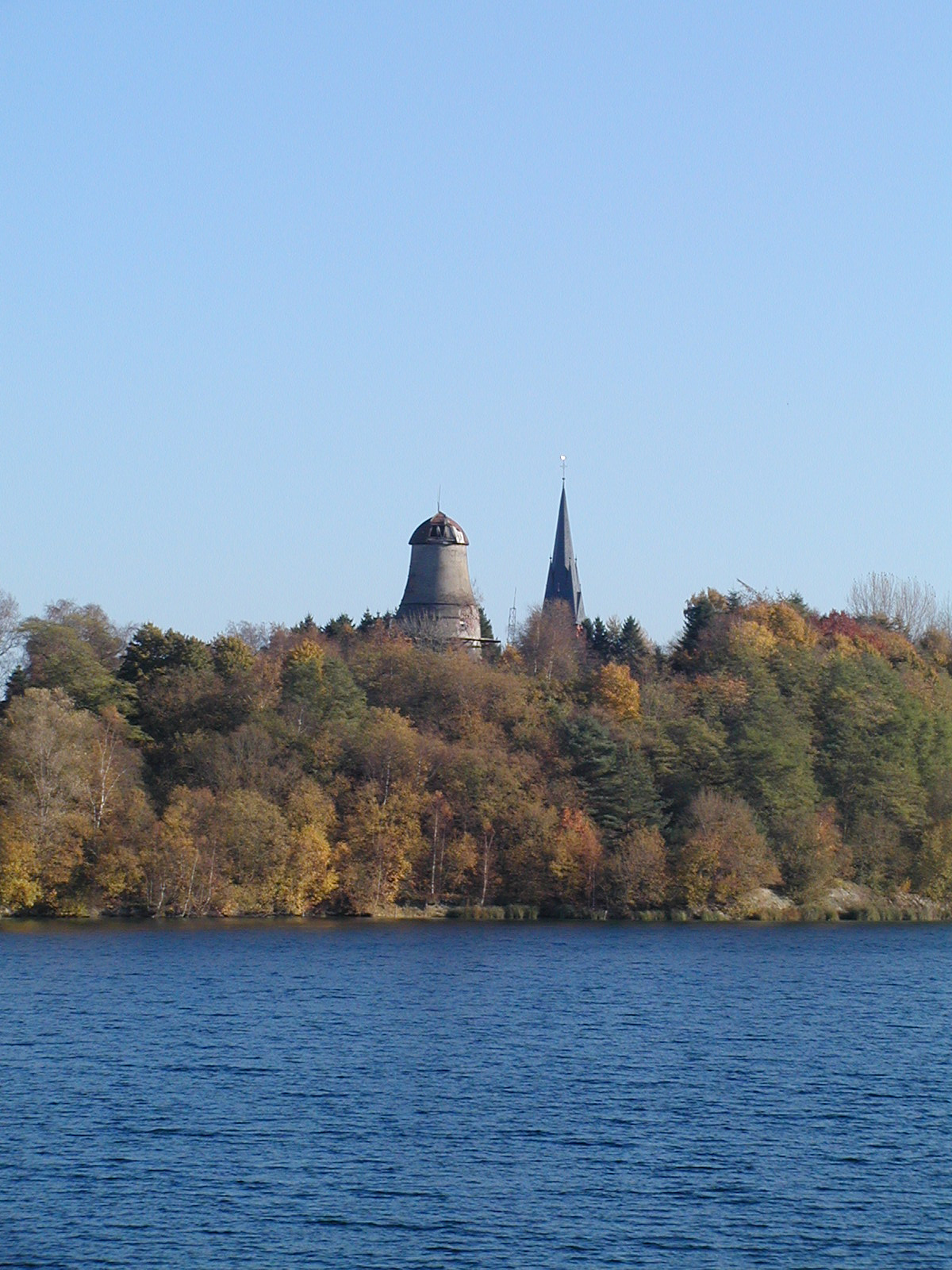
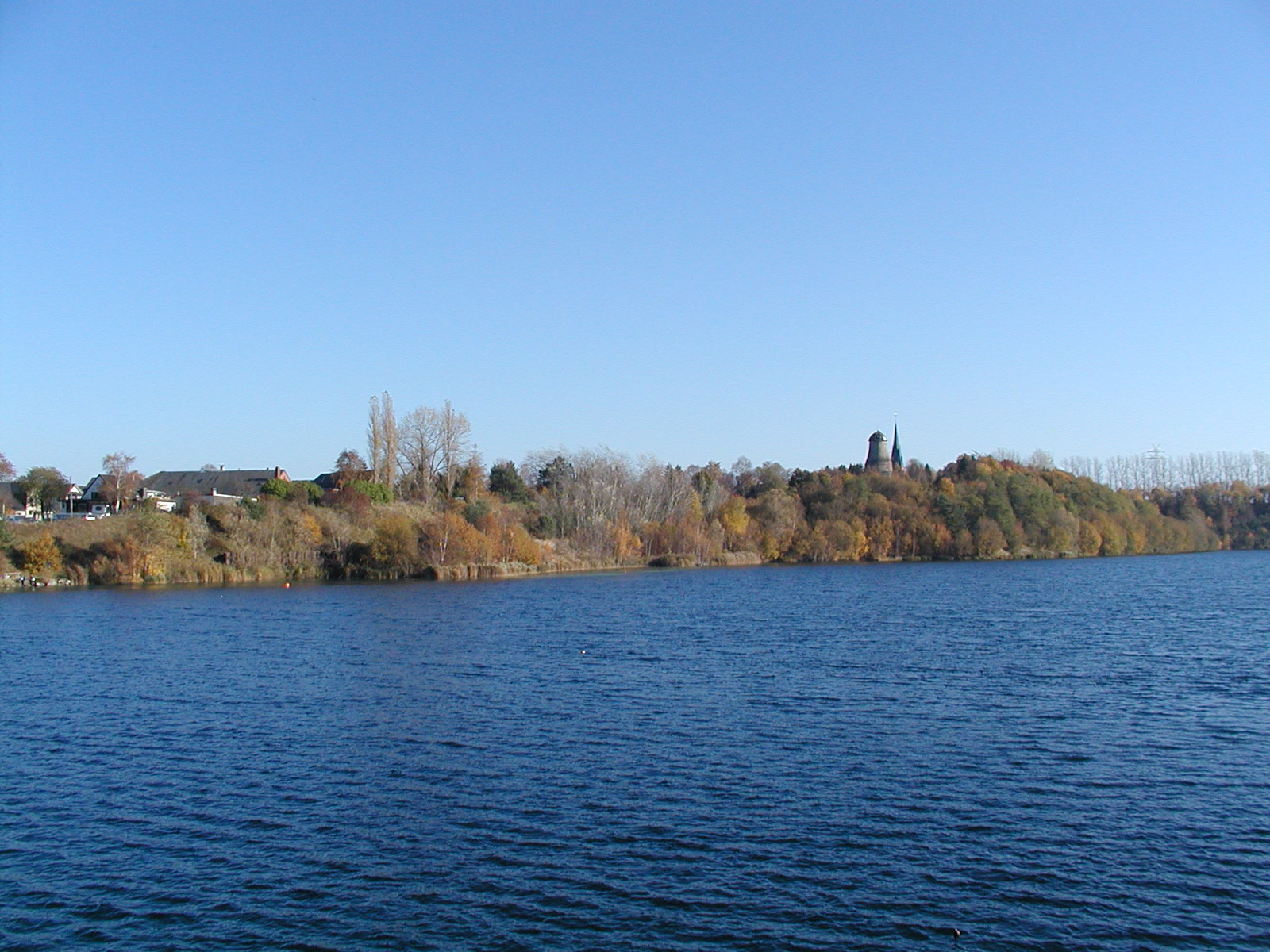
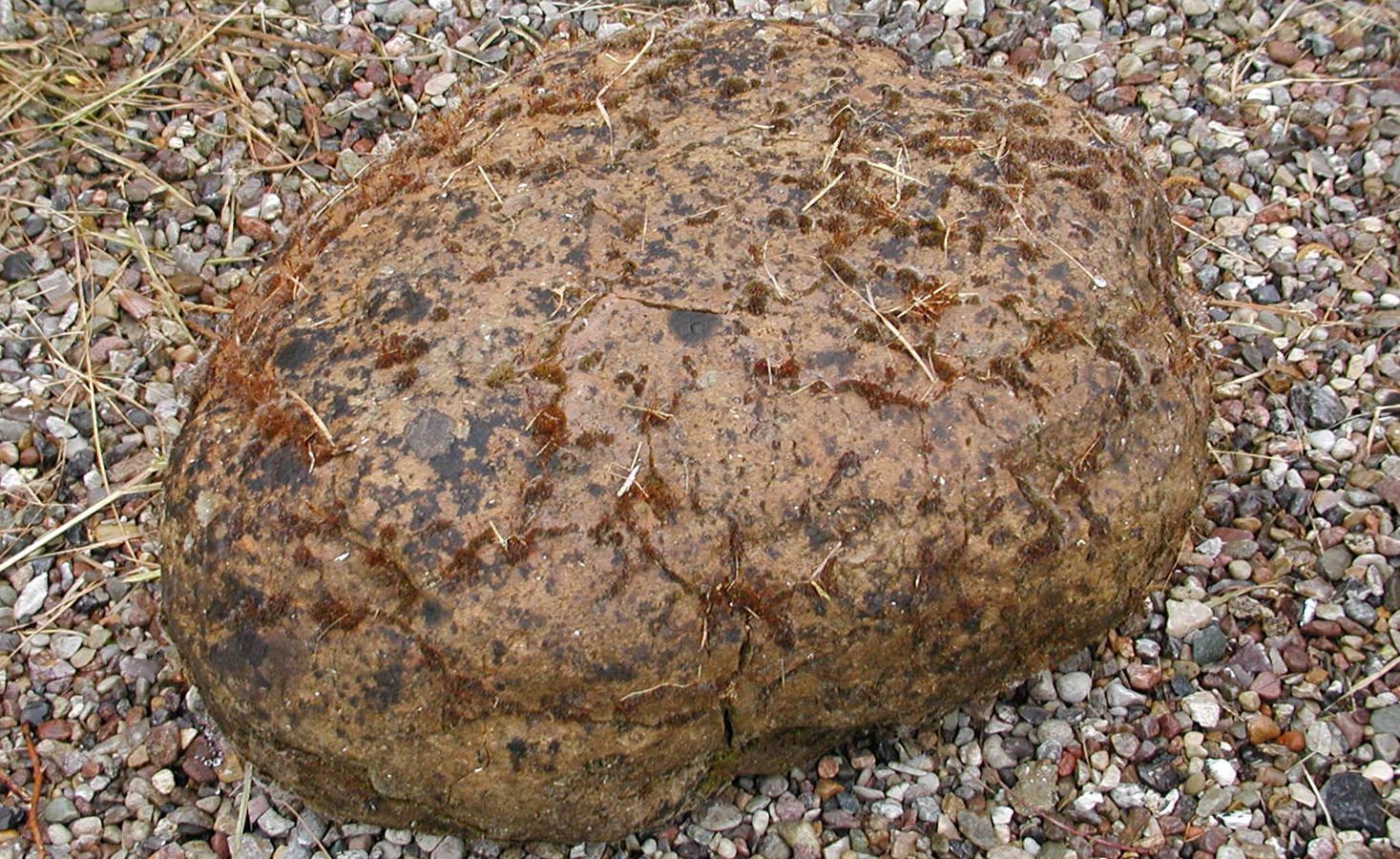
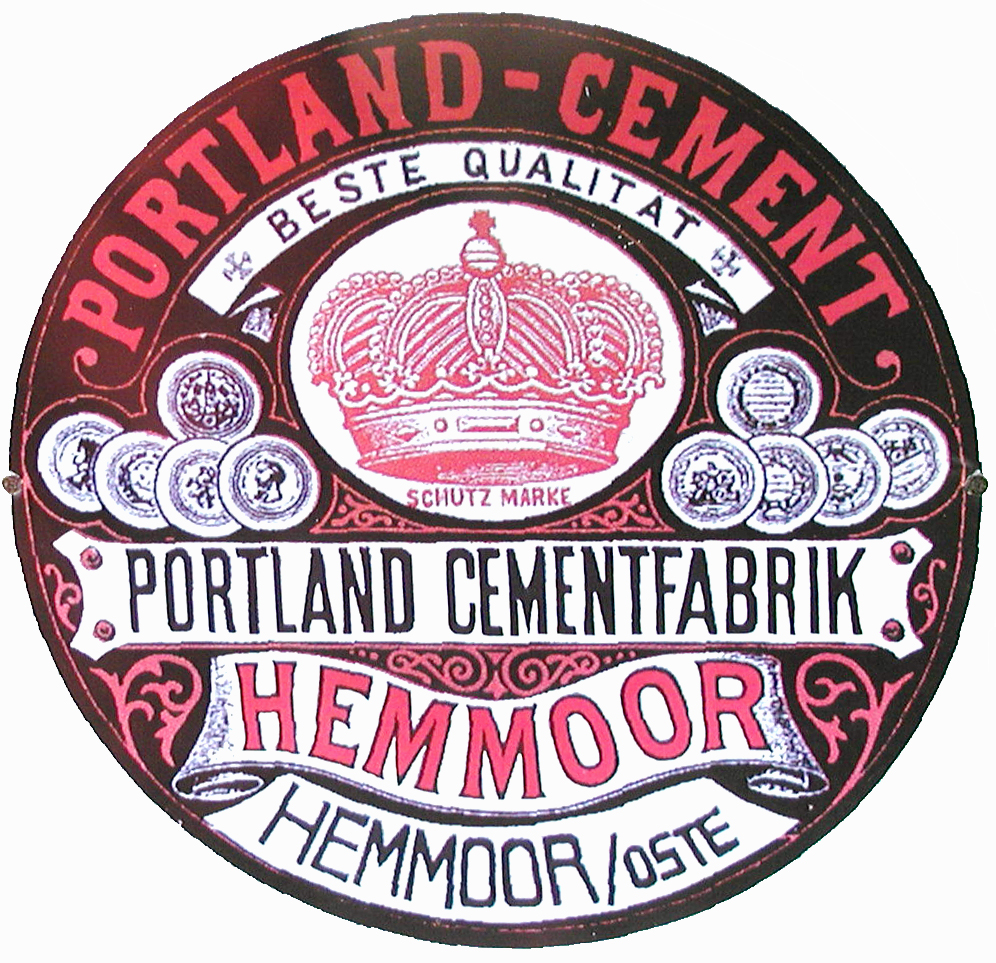
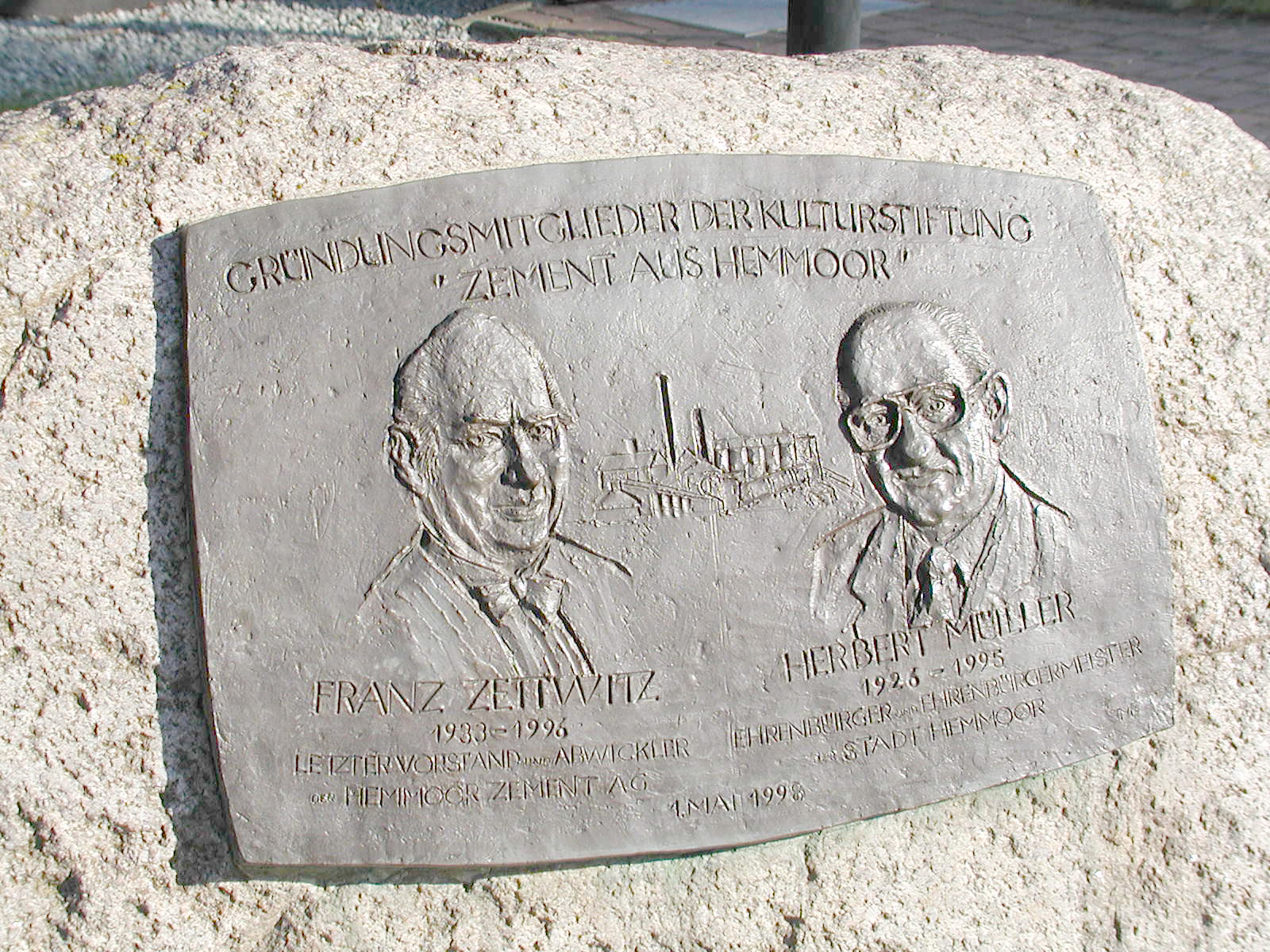
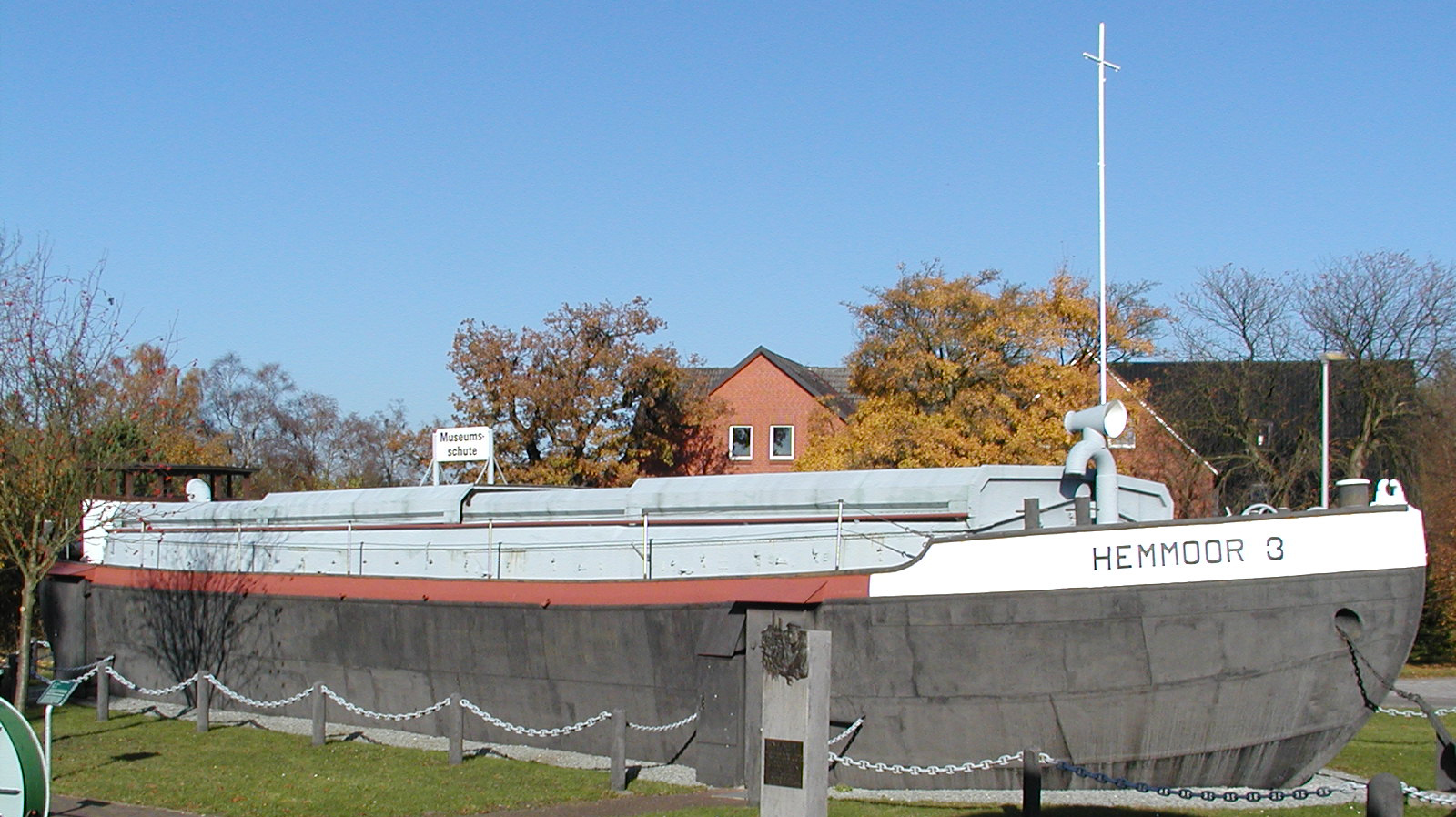
Музей